# Paprikás
A paprikás (németül Paprikasch, angolul papricache, románul papricas) a gulyással és a pörkölttel együtt a magyarok nagy hagyományú nemzeti ételei közé tartozik. A pörkölt házasítása a tejföllel a német konyha hatására következett be.[forrás?] A francia származású, idősebb Marchal József (1832-1914), aki szakácsa volt III. Napóleon francia császárnak, Habsburg–Tescheni Albert főhercegnek és I. Ferenc József magyar királynak is, már az 1800-as évek második felében tejszínnel, tejföllel próbálta lágyítani a csípős paprikás magyar ételeket. Ekkortól alakult ki az a hibás értelmezés a magyar gasztronómiában, amely a paprikást a pörkölt tejfölözött változatának kezdte tartani. Valójában a paprikást csak főzzük, míg a pörköltet saját zsírján pirítjuk. Mindkettőbe tehető tejföl, de az íze más lesz.

## A paprikás története

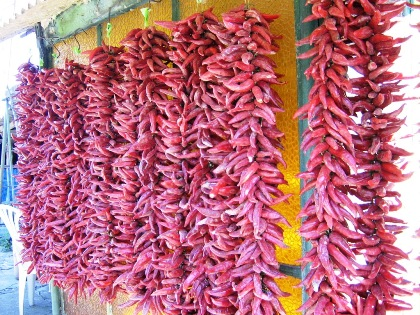
A paprikás nélkülözhetetlen ízesítőjének a fűszerpaprika őrleménynek az alapanyaga a szárított paprika

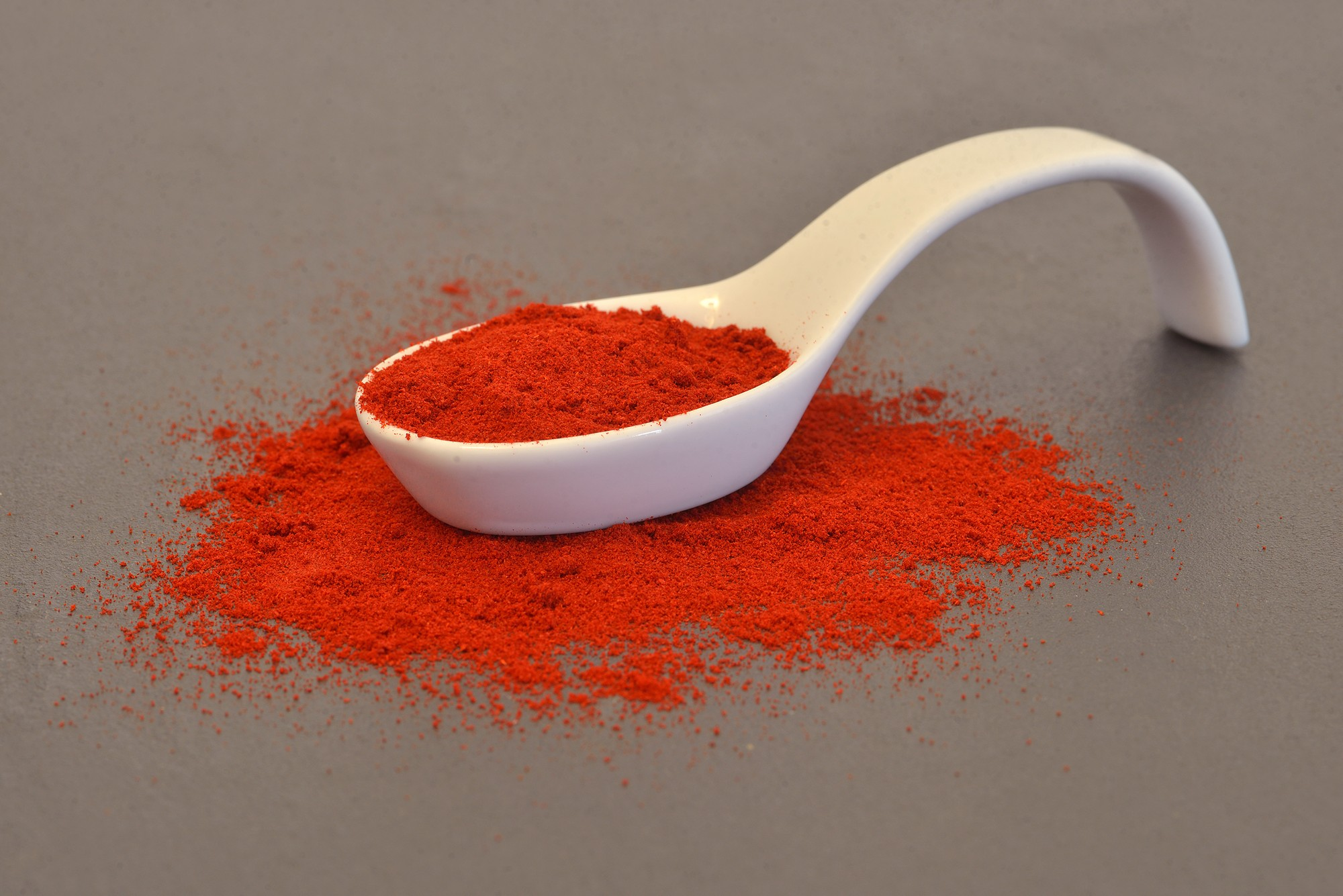
Fűszerpaprika-őrlemény

A paprikás története elválaszthatatlan a gulyás és a pörkölt történetétől, hiszen egyazon helyen és egyazon időszakban születtek, és együtt váltak nemzeti étellé. Mindhárom eredetileg az alföldi pásztorok egyszerű, de ízletes ételeként született, és lett külföldön is ismert fogássá. A pásztorok húsételkészítéséhez kapcsolódik az egyik legrégebbi tartósító eljárás is: az apróra vágott húst saját zsírján lesütötték, ami pedig nem fogyott el, vászonzacskóba rakták, és a pásztorkunyhó oldalán, szögre akasztották. Aztán a főzés idején elővették, és ebből a szárított, lesütött húsból készítették a paprikást. És bár a gulyásnak és a pörköltnek volt elődje, amelyet eredetileg borssal ízesítettek, a paprikás megszületésének elengedhetetlen előfeltétele volt a fűszerpaprika megjelenése a magyarországi konyhákban.
A paprikás hús kifejezés először a szegedi piarista rendház rektorának, Klotz Bálintnak a számadáskönyvében fordul elő 1786-ban. Mivel a paprikát abban az időben egyértelműen paraszti fűszernek tartották, a paprikás húst valószínűleg a munkásoknak készítették. Mivel a paprikás hús kifejezés itt azt jelenti, hogy paprikával fűszerezett húsételről van szó, ma már kideríthetetlen, hogy gulyás, pörkölt vagy paprikás készült Szegeden.
Szirmay Antal a Hungaria in parabolis című művében a romlatlan magyarság szimbólumaként használja a bográcsban tálalt alföldi paprikás húst. A Paprikás Tsirke receptje először Czifray István Magyar nemzeti szakácskönyv című receptgyűjteményének negyedik kiadásában jelent meg 1830-ban. Érdekesség, hogy ugyanezen szakácskönyv a gulyás és a pörkölt receptjét is közli, tehát a három ételfőzési eljárás között ekkor már különbséget tettek. A paprikáshoz tejfölt is ad, és ez a polgári konyhához köti ennek az ételnek az átalakulását, és a tejfölös paprikás csirke innen terjed el az alacsonyabb néprétegek felé. Vendéglői megjelenéséről 1825-ből, Szegedről van adat. Az igényes pesti belvárosi vendéglők közül a Vadászkürt szálló vendéglőjének étlapján szerepelt a paprikás kecsege 1846-ban. Ekkor már a paprikás, mint ételnév, elszakadt az Alföldön használatos pörkölt/gulyás jelentéstől, és a vendéglátóipar tejfölös ételváltozataira értették.
Az Alföldön viszont a paprikás egyre inkább az ünnepi étkek rangjára emelkedett. Hódmezővásárhelyen 1868-ban a névnapi menükben már szerepelt a paprikás hús. Ünnepnapokon a tehetősebbek birka- vagy báránypaprikást, a szegényebbek tyúkpaprikást készítettek. A Nagykunságban igen gyakran főzték húsevő napokon, vasárnap vagy kalákában végzett munka esetén a dolgozóknak. 1878-tól nincs olyan alföldi vőfélykönyv, amelyben ne szerepelne a paprikás feladásakor elhangzó versike. 1930-ban a mezőkövesdi lakodalmakban már megjelent a polgári konyháról származó tejfölös paprikás csirke, viszont a pörkölt csak az 1960-as években.
Az általunk feldolgozott terület népe… a malacot megkopasztja, odahányja, alápirít, megfőzi aprópecsenyéjét jó paprikásan. Ez a malacpaprikás, vendéglői nyelven malacpörkölt. Vagy ha több levet hagy alatta, malactokány a neve.

## Elkészítése
Ha követjük Erdei Ferenc felosztását paprikás ételeinket illetően, akkor három csoportjuk van:
– a paprikás,
– a pörkölt,
– és ami se nem paprikás, se nem pörkölt, (idetartozik a gulyás).

„A marhapaprikás főzésének a klasszikus szabályai: a bográcsban olvasztott kellő mennyiségű zsírban hagymát fonnyasztunk, a tűzről levéve a szükséges adagú fűszerpaprika egy részét beletesszük, majd rá a húst összekeverve, aztán vissza a tűz fölé és óvatosan adagoljuk hozzá a vizet, s addig főzzük, ameddig szükséges. A sózást legjobb a forrás kezdetén végezni, s egyetlen külön fűszer, amit ugyanakkor biztonsággal bele lehet tenni, a piros csöves paprika. A fűszerpaprika visszatartott részét akkor kell hozzátenni, amikor már szinte megfőtt az étel.
Ily módon főzve biztosan jó lesz a marhapaprikás, és sohasem lesz csalódás, legfeljebb el lehet sózni, s ez ellen csak a lé hígítása az orvosság. A főzőmesterek egyéni stílusa és egyes vidékek hagyományai szerint azonban e klasszikus szabályoktól való többféle eltérést szentesített a szokás.
Makón például úgy főzik a lakodalmas paprikást vagy a majális ünnepi ételét, hogy a fűszerpaprikát csak a végén teszik rá. Ily módon tokányszerűen marhaízűbb lesz a lé, s ez nem kevésbé nagyszerű, mintha vele fő a paprikaíz. A piros csöves paprikát azonban ott is az elején beleteszik.
Sok helyen bort is tesznek a marhapaprikás levébe, mégpedig elsősorban fehér bort. Ez ízlés dolga. Pikánsabbá teszi, de ha sokat öntenek bele, kivált vörös borból, akkor savanykás lesz, eltorzul az íze. Tisztább ízű-illatú, ünnepélyesebb és „klasszikusabb”, ha bor nélkül főzik.

Bár a pörkölt és a paprikás igen hasonlít egymáshoz mind küllemileg, mind ízre, a főzési eljárásban fontos különbség van.
A paprikás elkészítésénél az edényben zsíron megfonnyasztják a hagymát. Ezután az edényt leveszik a tűzről, és hozzáadják az őrölt fűszerpaprikát. Erre azért van szükség, mert a paprika a zsírban adja ki legjobban íz- és színanyagait, de a tűzön megéghet és akkor megkeseredik. Ezután belekerül a hús, és ezen a paprikás, hagymás alapon főzik, amíg ki nem fehéredik. Majd egy kis vízzel felöntik és lassú tűzön készre párolják. Így a paprika és a hagyma íze szinte „beleépül” a húsba, és a zsírréteg alatt egynemű, sűrű szaft található. A paprikás készítéséhez bármilyen húst fel lehet használni, és általános szabály, hogy minél fiatalabb állat húsát főzik, annál kevesebb vizet kell alá önteni. Mikor készen van a paprikás, a nagyon csontos, nagyon mócsingos darabokat, melyek már egyébként megtették a kötelességüket, tehát beleadták ízüket és leveiket a paprikásba, érdemes kihagyni az ételből.

(Szerk 2024 12 22) Tudomásom szerint alapvetően téves a leírás (a csirkepaprikásnál biztosan), nem az őrölt paprikától paprikás, hanem a zsírban elsőként megsütött felkarikázott paprikától. A sült paprika íze adja meg az alapot az étel egyediségéhez, amely megkülönbözteti minden más ( pörkölt, gulyás, stb) ételtől. 
Ez jól értelmezhető az egyik első receptben is: 
"József nádor udvari szakácsa Czifray István művében a "Magyar nemzeti szakácskönyv"-ben, amely a „magyar gazdaasszonyok számára” 1830-ban íródott, olvashatjuk először a paprikás csirke receptjét, amely addigra a teljesen átformálódó magyar konyha egyik legnépszerűbb ételévé vált:
„Paprikás Tsirke (Tsibe, Pisellye). Végy két vagy több tsirkét, s vagdald darabokra. Izzasz rézlábasban egy darab vajat, vagy zsírt, vess bele paprikát, szegfűborsot, vöröshagymát, s fojtsd sárgásra – osztán az összevagdalt tsirkét vessd közibe, s ismét addig fojtsd, míg meg nem puhul, – hintsd be egy kalán liszttel, önts reá egy kevés hús-lévet, adj hozzá gondolatod szerint téjfelt, hogy a' mártása sűrű legyen – paprikázd meg 's add fel.” "
BH

## Paprikásváltozatok

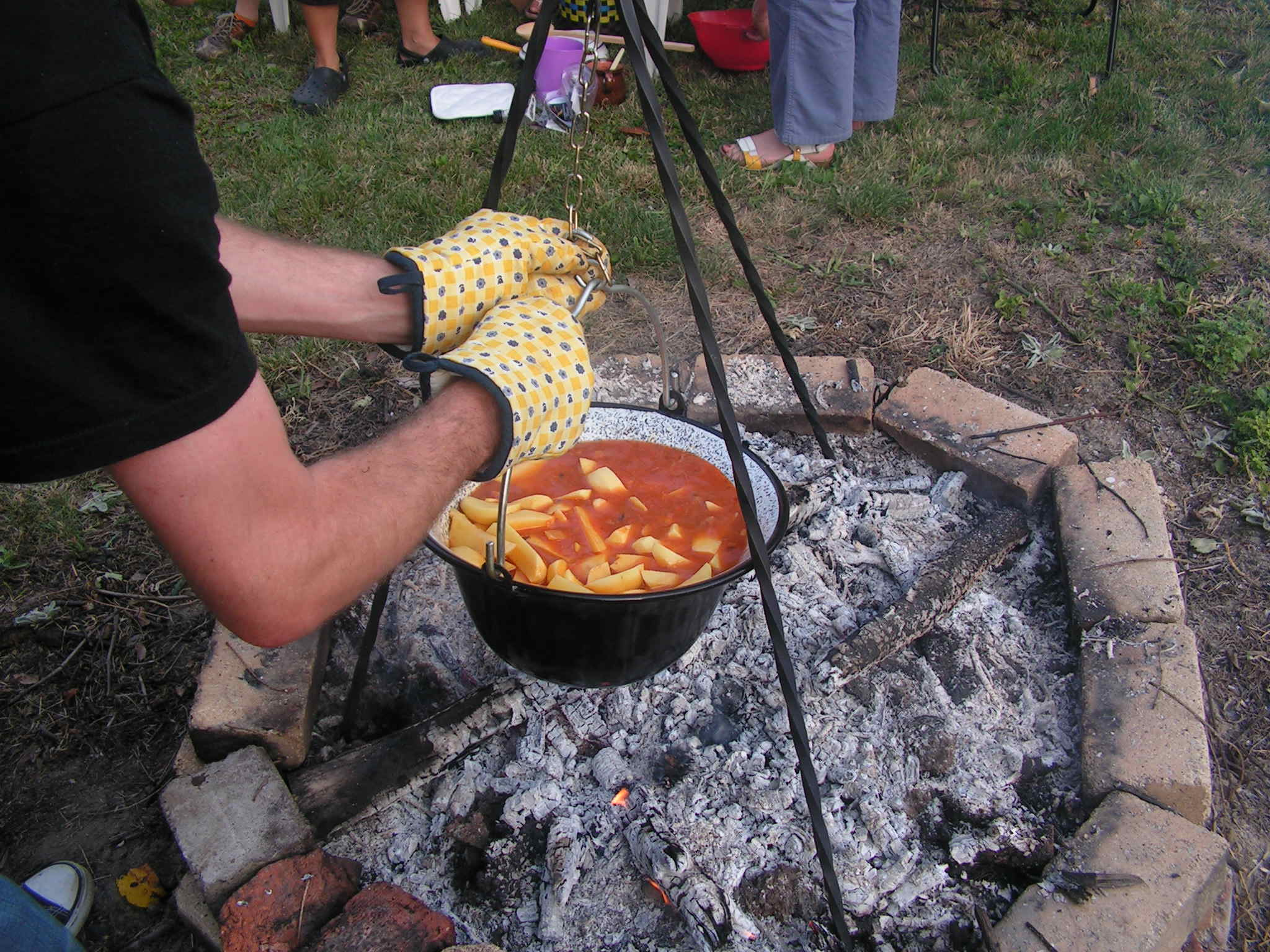
Paprikás krumpli bográcsban

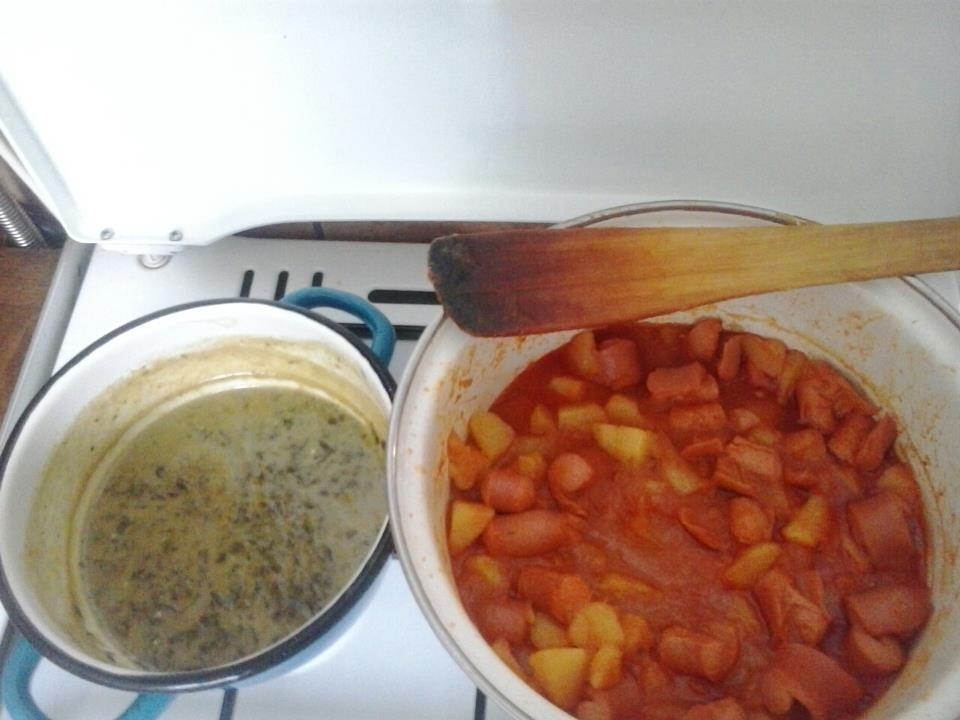
Paprikás krumpli virslivel és sóskamártással

A paprikásnak a gulyáshoz és a pörkölthöz hasonlóan rengeteg változata létezik, hiszen a hagymán és a paprikán kívül a hozzáadható fűszerek variációja rengeteg.
- Marhapaprikás: nevezetes alkalmak ünnepi étele, amikor egy egész marha is főhet a bográcsokban.
- Borjúpaprikás: a borjú húsa nem igazán felel meg gulyás vagy pörkölt készítésének, de remek paprikást lehet belőle készíteni.
- Birkapaprikás: jellegzetes nagykunsági ünnepi étel. „Egy birka egy bogrács”, még azonos korú birkákat sem szívesen főznek egy bográcsban.
- Paprikás csirke vagy csirkepaprikás: a leggyakrabban készített paprikás. Erdei Ferenc szerint az egyetlen, amelyhez illik a tejföl.
- Halpaprikás: általában harcsából, tejföllel készítik. A halpaprikás eredetileg a halászlé népi elnevezése volt, és néhány helyen ma is az.

### Egyéb paprikás módra készült ételek
A paprikás ételek közül eredetileg a hús nélkül készítettek voltak a gyakoribbak, a hétköznapiak. Az egész Alföldön elterjedtek és számtalan helyi változatuk és elnevezésük létezik. A legismertebbek:
- paprikás krumpli: hasonlóan készül, mint minden magyar paprikásféle, de hús helyett krumplival (burgonyával) és virslivel, vagy füstölt kolbásszal.
- krumplis tarhonya:
- öreglebbencs:
- gombapaprikás:

## Érdekesség
- A paprika első ismert közszói előfordulása a szegedi piarista rendház számadáskönyvében található 1748-ból.
- A budapesti Kereskedelmi és Vendéglátóipari Múzeumban található az a dokumentum, amelyből megtudhatjuk, mit ebédelt Kossuth Lajos 1846. március 14-én, a Nemzeti Kaszinóban. A menü a következő volt:
  - kenyérleves: lúdzsíron, hagymán pirított kenyérszeleteket gazdagon megrakott marhahúslevessel öntötték nyakon.
  - böfsztök: a hirtelen sütött vesepecsenye, mely a hal és baromfi mellett a kor legkedveltebb húsétele volt.
  - kolompérfőzelék: „Két itcze fölszeldelt burgonyára önts egy messzely forró téjszint, s rotyogtasd fel.”
  - kecsege paprikás mártalékban, azaz mártásban: A paprikázás – így a halászlé és a paprikás csirke karrierje is – csak a reformkor elején kezdődött; akkoriban még új fűszerként emlegették a paprikát.

## Rendezvények
- Kalocsai Paprika Napok és a Paprikás-főző Verseny
- Kakaspaprikás-főző verseny – Mecseknádasd
- Csirkepaprikás-főző verseny – Bóly
- Báránypaprikás-főző verseny – Doroszló